# Фрідріх-Карл Гернер
Фрідріх-Карл Гернер (нім. Friedrich-Karl Görner; 24 листопада 1921, Герцберг — 14 грудня 1999) — німецький офіцер-підводник, оберлейтенант-цур-зее крігсмаріне.

## Біографія
1 грудня 1939 року вступив на флот. З 14 січня 1943 року — вахтовий офіцер на підводному човні U-958. У вересні-жовтні 1944 року пройшов курс командира човна, в жовтні-листопаді — командирську практику на U-145. З 27 листопада 1944 по 5 травня 1945 року — U-145.

## Звання
- Кандидат в офіцери (1 грудня 1939)
- Морський кадет (1 травня 1940)
- Фенріх-цур-зее (1 листопада 1940)
- Оберфенріх-цур-зее (1 листопада 1941)
- Лейтенант-цур-зее (1 травня 1942)
- Оберлейтенант-цур-зее (1 грудня 1943)